# Camponotus obliquus
Camponotus obliquus é uma espécie de inseto do gênero Camponotus, pertencente à família Formicidae.